# Izarraitz
Izarraitz är ett berg i Spanien.   Det ligger i provinsen Gipuzkoa och regionen Baskien, i den norra delen av landet, 300 km norr om huvudstaden Madrid. Toppen på Izarraitz är 1 027 meter över havet, eller 630 meter över den omgivande terrängen. Bredden vid basen är 18,0 km.
Terrängen runt Izarraitz är huvudsakligen kuperad. Runt Izarraitz är det ganska tätbefolkat, med 139 invånare per kvadratkilometer. Närmaste större samhälle är Azkoitia, 3,8 km söder om Izarraitz. I omgivningarna runt Izarraitz växer i huvudsak blandskog.